# Strawberries and Cream
Strawberries and Cream är komedibandet Ninja Sex Partys andra studioalbum släppt 15 april 2013.
Tre låtar var släppta som singlar innan albumet kom ut, "FYI I Wanna F Your A", "Next to You" och "Unicorn Wizard".
Sputnikmusic gav albumet 4 av 5 i betyg.
Albumet nådde nummer 55 på US Billboard 200 topplistan, nummer 1 på US Comedy Albums topplistan, nummer 5 på US Independent Albums topplistan och nummer 21 på US Top Album Sales topplistan.

## Låtlista
Alla låtar är skrivna och komponerade av Dan Avidan och Brian Wecht. 
| Nr  | Titel                                    | Längd |
| --- | ---------------------------------------- | ----- |
| 1.  | "Intro (Strawberries)"                   | 0:40  |
| 2.  | "Best Friends Forever!"                  | 2:27  |
| 3.  | "Unicorn Wizard"                         | 3:04  |
| 4.  | "Let's Get This Terrible Party Started"  | 2:06  |
| 5.  | "Next to You"                            | 2:30  |
| 6.  | "Symphony in P Minor"                    | 0:14  |
| 7.  | "The Sacred Chalice, Pt. 1"              | 2:26  |
| 8.  | "Everybody Shut Up (I Have an Erection)" | 2:30  |
| 9.  | "FYI I Wanna F Your A"                   | 2:03  |
| 10. | "Shredded Metal"                         | 1:07  |
| 11. | "Rhinoceratops vs. Superpuma"            | 2:36  |
| 12. | "The Ultimate Sandwich"                  | 2:21  |
| 13. | "Outro (Cream)"                          | 0:55  |